# Меркіти

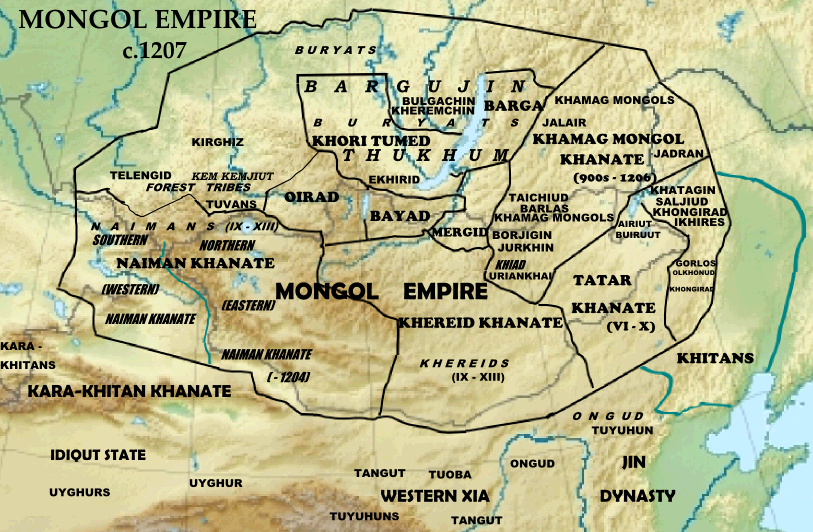

Маркі, меркі, мерджі, мерчі, мельджі (від кит. 滅里吉, пін. mièlǐjí, мєліцзи; звідки множина монгольською — меркіт (перс. مركيت markīt) і сучасне спотворене меркіти) — один із тюркських родоплемінних союзів, який був у конфлікті з Темуджином і його родом, але потім співзаснував Орду і його представники стали підданими Імперії Чингісхана.

## Територія
Населяли південне узбережжя Байкалу, територію сучасної Бурятії.

## Історія
Меркіти, як етнічна спільнота починають фігурувати в джерелах з VII ст. — в китайській «Книзі Тан» (Таншу) відомі як міліге або меліці. Тоді мешкали на півдні Сибіру, будували дерев'яні зруби, займалися полюванням й збиральництвом у лісах, а також конярством. Мешкали від озера Хубсуґул до північних Саян. Входили до складу Східнотюркського каганату. Сами тюрки називали їх мума тукюе («лижні тюрки»).
У 1093 році, згідно з китайською «Історією киданів», киданський полководець Вотела ходив у похід на меркитів та розбив їх. На той час меркіти вже мешкали на території сучасної Центральної Бурятії. Священним місцем був Тайхай, а столицею — Харата-Худжаур. Разом з тим меркіти визнали зверхність держави Зубу. Здобули незалежність в 1120-х роках. Розпалися на три племені: удуїт, хаат, увас, з яких перше було найвпливовішим.
Меркіти спільно з іншими тюркськими родами — киятами, найманами та киреїтами — утворили спільну державу та обрали Темуджина на посаду Великого Хана та присвоїли йому титул Чингісхан (у казахській вимові — Шингисхан, «світлосяйний високий хан»).
Частина увас-меркітів рушила на північ, де на думку низки вчених, взяли участь в етногенезі евенків або якутів. Хаат-меркіти розглядаються деякими дослідниками як пращури сучасних бурятів.